# Côte-Rôtie

Eine Übersicht der einzelnen Appellationen des Weinbaugebiets Rhône. Zoom A zeigt die südlich gelegenen Appellationen bei Avignon und Zoom B stellt die nahe Lyon gelegenen Weinbaugebiete dar. Die Appellation Côte-Rotie ist im Zoom B dargestellt

Die Côte-Rôtie ist ein kleines, aber berühmtes Weinbaugebiet im nördlichen Teil der Weinbauregion Rhône, der sogenannten Rhône septentrionale. Der Name bedeutet „Geröstete oder gebratene Hänge“ und beschreibt anschaulich die sonnenüberfluteten, steil terrassierten Weinberge. Das Gebiet der Appellation umfasste im Jahr 2022 insgesamt 333 Hektar Anbaufläche in den drei Gemeinden Ampuis, Saint-Cyr-sur-le-Rhône und Tupin des Départements Rhône. Im Jahr 2022 wurden 12326 Hektoliter Rotwein erzeugt.

## Lagen und Weine

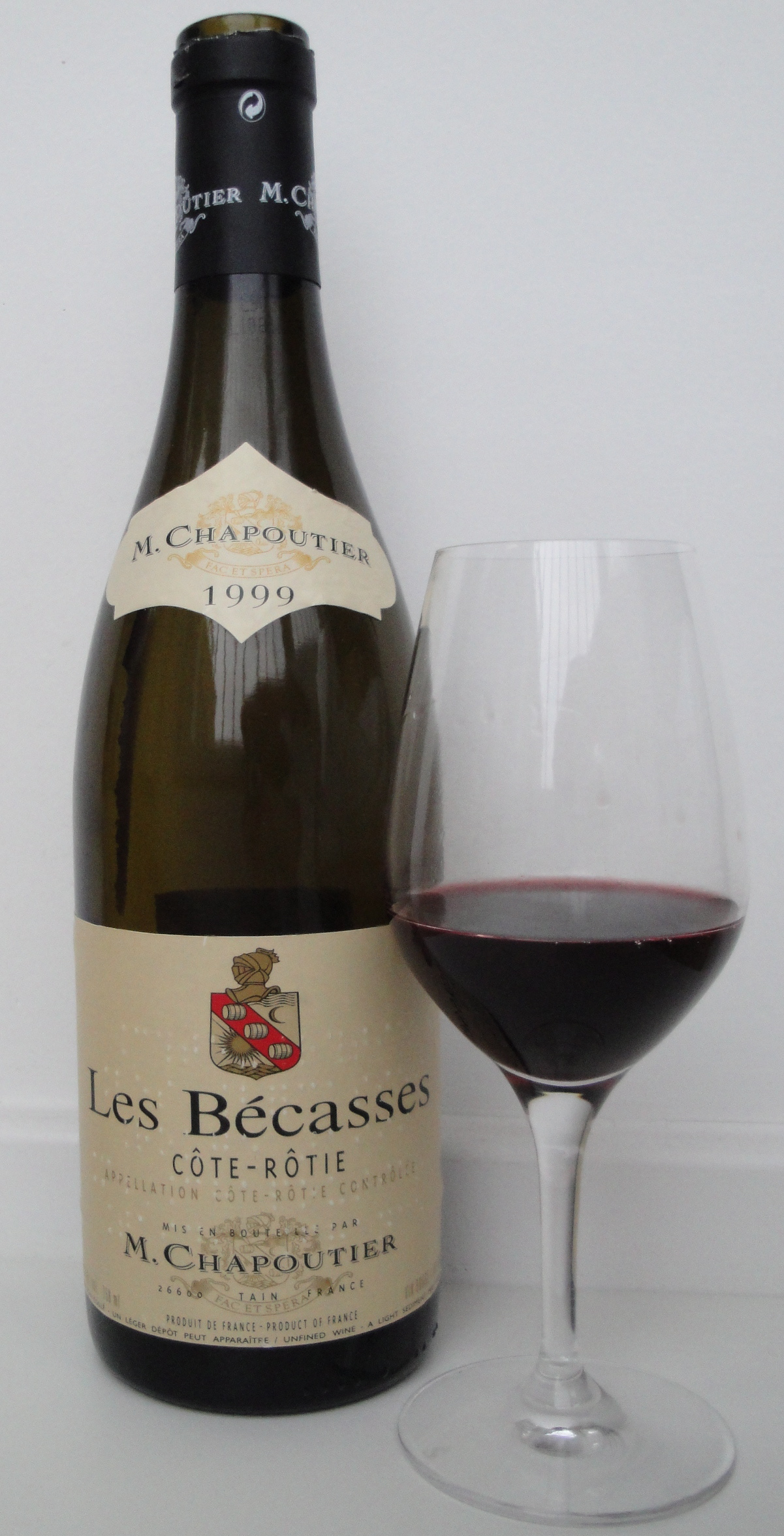
Ein Côte-Rôtie, Les Bécasses von M. Chapoutier

Der rote Côte-Rôtie ist ein kraftvoller, vielschichtiger und sehr nachhaltiger Wein, der sein reiches Bouqett von roten Früchten, Gewürzen und Veilchen erst nach einigen Jahren der Kellerreife entfaltet. Aufgrund des hohen Gehalts an Tanninen des Syrah ist er in der Jugend stark adstringierend und daher unzugänglich. Deshalb ist in der Regel eine langjährige Flaschenreife notwendig, in der die Tannine mit Farbstoffmolekülen polymerisieren, was die Adstringenz herabsetzt.
Weine großer Jahrgänge sind bis zu 20 Jahre lang haltbar. Ein Côte-Rôtie wird grundsätzlich mit langer Maischegärung bereitet und traditionell in Eichenfässern ausgebaut. Teilweise werden neue Barriques eingesetzt.
Für den stets roten Côte-Rôtie sind zwei Rebsorten zugelassen: Syrah (Mindestanteil 80 %) und die weiße Rebsorte Viognier (max. 20 %). Da die meisten Winzer seit der zweiten Hälfte der 80er Jahre in immer geringerem Umfang die stark tanninhaltigen Stiele mitvergären, hat die Bedeutung des abmildernden Viognier abgenommen. Die Winzer, die Viognier anbauen, verwenden in ihren Cuvees selten mehr als 5 %. In den Einzellagen-Cuvees fehlt Viognier häufig ganz (siehe aber auch La Chatillone von Vidal-Fleury mit 12 % Viognier). Der Basisertrag liegt bei verhältnismäßig niedrigen 43 hl/ha.
Die Côte-Rôtie ist in zahlreiche, nur wenige Hektar große Einzellagen aufgeteilt. Größter Grundbesitzer und bekanntester Erzeuger von Côte-Rôtie ist das Unternehmen Guigal. Die meisten Erzeuger stellen nur einen Côte-Rôtie als Cuvée verschiedener Parzellen her. Die berühmtesten Weine stammen jedoch aus Einzellagen:
AMPUIS
- Côte Brune (La Turque von Guigal, Pavillion-Rouge)
- Côte Blonde (La Mouline von Guigal, La Chatillonne, Le Clos)
- La Landonne
- Les Moutonnes

VERENAY
- Les Grandes Places
- La Viallière

Der Weinkritiker Robert Parker hat den Guigal-Weinen La Landonne, La Turque und La Mouline schon häufiger die Höchstbewertung von 100 Punkten in seiner Weinbewertung verliehen. Allerdings entsprechen diese Weine nach Ansicht einiger Weinkenner in ihrem Stil nicht einem typischen oder klassischen Côte-Rôtie-Wein, da nur sehr reife Trauben verwendet werden und der Wein bis zu vier Jahre in neuem Holz ausgebaut wird. Auch Robert Parker bemerkte z. B. zum 2007 La Turque, dieser schmecke nicht, als käme er von der Côte-Rôtie. Die zunehmend um sich greifende Hinwendung zu einem Weinstil, der kraft-, frucht-, holz- und alkoholbetont ist und damit eine Abwendung vom klassischen Côte-Rôtie-Stil darstellt, der häufig als delikat und burgundisch beschrieben wird, führt häufig zu Kritik. Nicht zuletzt die Weinkritiken Parkers haben dazu geführt, dass Flaschen dieser Weine z. B. aus dem Jahrgang 2001 zwischen 250 und deutlich über 300 Euro pro Flasche gehandelt werden. Ob diese Preise gerechtfertigt sind, muss jeder Konsument, wie bei populären Weinen aus anderen Anbaugebieten, für sich selbst entscheiden. Die Produktionsmengen von jeweils 5.000–10.000 Flaschen pro Jahr rechtfertigen den Preis nicht, denn die Produktionszahlen und Preise anderer Spitzenerzeuger liegen deutlich unter denen von Guigal (z. B. Jamet Côte Brune 2000 Fl.). Die drei auch als „LaLaLas“ bezeichneten Weine werden von Marcel Guigal in Ampuis produziert, der mit Abstand der größte Erzeuger an der Côte-Rôtie ist. Von seiner Standardcuvée „Côte Brune et Blonde“ werden über 200.000 Flaschen pro Jahr erzeugt. 1995 erwarb Marcel Guigal das Château d’Ampuis, das heute der Firmensitz ist, in dem auch die eigenen Holzfässer für die Reifung der Weine hergestellt werden. Unter dem Namen Chateau d’Ampuis wird jährlich ein Côte-Rôtie aus verschiedenen Lagen in einer Menge von ca. 25.000 Fl./Jahr erzeugt. Zum Besitz zählt auch das 1984 erworbene traditionsreiche Handelshaus Vidal-Fleury (35.000 Fl. Côte-Rôtie/Jahr). Weitere bedeutende Erzeuger von Côte-Rôtie sind Gilles Barge, Bernard Burgaud, Maison Châpoutier, Yves Cuilleron, Jean-Michel Gerin, Bernard Levet, Michel Ogier, René Rostaing, sowie die Domaines Clusel-Roch, Jamet und Jasmin.
Eine Legende und die gesuchtesten Côte-Rôtie-Weine überhaupt sind die des 2011 verstorbenen Marius Gentaz-Dervieux, der 1993 seinen letzten Jahrgang herausbrachte, die Rebflächen gingen danach an seinen Neffen René Rostaing. Weinliebhaber, die in den Genuss dieser raren Weine kommen, sind voller Begeisterung ob dieser klassischen Côte-Rôtie Kreationen.
Die besten Jahrgänge der letzten Jahrzehnte waren 1978, 1989, 1990, 1995, 1998, 1999, 2000, 2003, 2005, 2006, 2007 und 2009 (Durchschnittsbewertung aus sechs verschiedenen Bewertungen von Kritikern, Weinpublikationen und Händlern: Robert Parker, Wine Spectator, Wine Enthusiast, Enobytes, Decanter und Berry, Bros. & Rudd).

## Boden und Klima
Die Hänge der Côte-Rôtie gehören geologisch zum Zentralmassiv. Der Boden besteht aus Gneis bzw. Glimmerschiefer. Seine Verwitterung schafft zahlreiche feinste Risse und Spalten, die den Wurzeln der Weinreben ein tiefes Eindringen ermöglichen
Die Lagen der Côte-Rôtie verteilen sich gemäß der Definition der Herkunftsbezeichnung auf dem Gebiet von 3 Gemeinden: dem Gebiet Tupin-et-Semons im Süden, dem Zentralbereich um Ampuis und dem Weiler Verenay sowie dem nördlichen Abschnitt Saint-Cyr-sur-le-Rhône. Historisch ist der Zentralbereich um Ampuis mit den Lieu-dit Côte Brune und Côte Blonde der Bekannteste.  Beide sind nur durch den kleinen Wasserlauf Ruisseau Reynard getrennt. Die Legende sagt, dass im 16. Jahrhundert ein Lehnsherr der Familie Maugiron seinen Weinbergsbesitz zwischen seinen beiden Töchtern aufteilte, von denen eine blonde Haare hatte und die andere brünett war.
Der wahre Unterschied liegt jedoch im Boden: Die Côte Blonde ist sandiger und etwas kalkhaltiger, während die Côte Brune lehmiger und reich an Eisenmineralen ist. Die Unterschiedlichkeit der Böden wirkt sich auf den Charakter der Weine aus. Während der Wein von der Côte Blonde weicher und zugänglicher ist, kommen von der Côte Brune kräftigere und langlebigere Weine.
Die Bekanntheit dieser beiden Lagen verleitet häufig dazu, das gesamte Gebiet nur in zwei Bodentypen und die Teilbereiche Côte Brune und Côte Blonde zu unterteilen. Dabei handelt es sich  um eine zu starke Vereinfachung. Die Winzervereinigung der Côte-Rôtie unterscheidet nicht weniger als 73 namentlich genannte Bereiche. Innerhalb dieser Lagen gibt es zum Teil zwar benannte Teilbereiche (Beispiel La Turque als Teil der Einzellage Côte Brune), übergeordnete Lagenbezeichnungen werden darüber hinaus aber nicht ausgewiesen. Auch gibt es eine große Vielfalt verschiedener Bodentypen. Einer der bekanntesten Winzer, René Rostaing, unterscheidet mehr als dreißig im Bereich der Côte-Rôtie.
Das Klima des nördlichen Rhônetals stellt eine Mischung kontinentaler und mediterraner Einflüsse dar. Die Sommer sind heiß und trocken, lediglich Gewitter bringen Niederschläge. Das Mikroklima der Côte-Rôtie besitzt zwei Besonderheiten: Bedingt durch den Verlauf der Rhone von Nordosten nach Südwesten besitzt sie eine ganze Reihe amphitheaterartig nach Süden ausgerichteter Lagen. Ein regelmäßig auftretender lokaler Nordwind, die „Bise“, schützt die Reben jedoch vor zu großer Hitze. Insgesamt ist das Mikroklima etwas kühler als das des weiter südlich gelegenen Hermitage.

## Geschichte

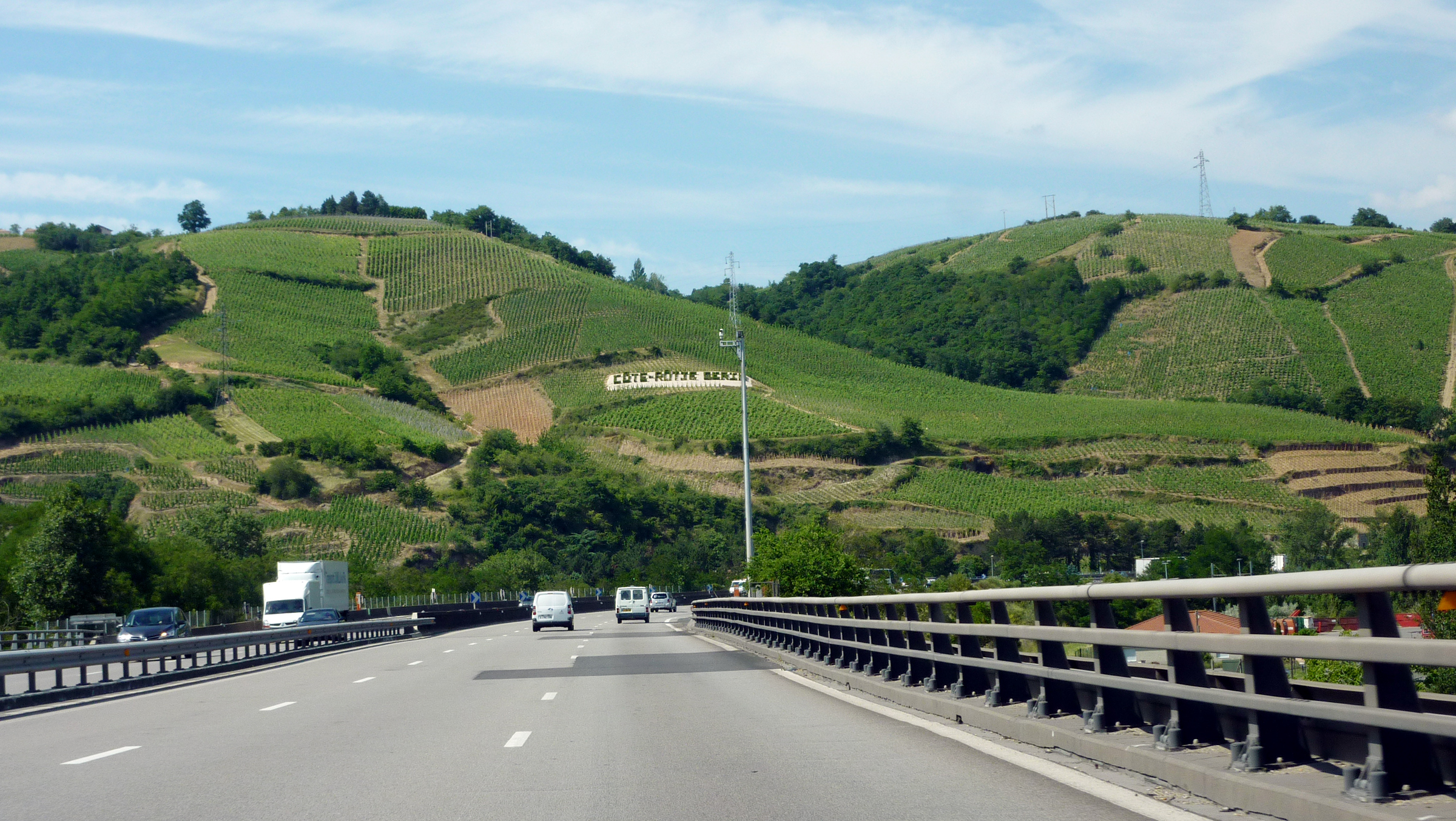
Côte-Rôtie Weinberge bei Vienne

Die Côte-Rôtie zählt zu den ältesten Weinbaugebieten Frankreichs. Die Weine der antiken Stadt Vienne waren schon im Altertum berühmt. So lobte der römische Dichter Martial ihre außergewöhnliche Qualität. Die Weine der Côte-Rôtie behielten stets ihren Ruf, standen aber immer im Schatten von Hermitage. 1787 besuchte Thomas Jefferson, der damals amerikanischer Gesandter in Frankreich war, die Region und ließ sich einige Kisten für ihn abgefüllten Weines nach Paris schicken.
In Gefahr geriet der Weinbau auf den mühsam zu bearbeitenden Hängen erst durch die Reblauskrise im 19. Jahrhundert, den Ersten Weltkrieg und die Weltwirtschaftskrise 1929. Mangels Wirtschaftlichkeit wurden auch hervorragende Lagen aufgegeben. Am 18. Oktober 1940 erhielt die Côte-Rôtie den Status einer Appellation d’Origine Contrôlée. Auch das gab dem durch die verschiedenen vorgenannten Krisen geschwächten Weinbau keinen Auftrieb. 1949 wurde ein Liter Côte-Rotie für 1 Franc/Liter verkauft. Viele Winzer konnten nur durch den Anbau von Früchten oder Nebenjobs überleben. 1960 wurden ganze 700 Hektoliter Wein erzeugt. Bis in die 1970er Jahre hinein änderte sich nichts an der prekären Lage des Weinbaus an der Côte-Rôtie. Nur wenige Winzer füllten ihren Wein selbst ab, die meisten verkauften ihren Wein an Händler. Der hervorragende Rhône-Jahrgang 1978 war der Startschuss für die Renaissance der Rhône-Weine. Begleitet von der ersten Auflage des Buches von Livingstone-Learmonth und positiven Kommentaren einflussreicher Weinimporteure wie Robin Yapp (England) und Kermit Lynch (USA) begann sich die Aufmerksamkeit der Weinwelt auf diese lange vernachlässigte Region zu richten. Umstritten ist heute die im Jahre 1966 erfolgte Ausweitung der Appellation, die die Bereiche Verenay und Saint-Cyr-sur-le-Rhône in das Gebiet integrierte. Ebenso bemängeln Kritiker, dass Plateaulagen über den Steillagen der Côte-Rôtie für den Weinbau zugelassen worden sind. Nach ihrer Auffassung sind viele der neu hinzukommenden Lagen nicht geeignet, einen so hochwertigen Wein hervorzubringen, wie er einem Côte-Rôtie entspricht und befürchten negative Auswirkungen auf den Ruf der Weinregion. Anfang der 1960er Jahre betrug die Anbaufläche nur 50 ha, inzwischen sind es über 200 ha mit steigender Tendenz.